# Chi cerca trova (programma televisivo)
Chi cerca trova (Salvage Hunters) è un docu-reality britannico, in onda dal 2011 su Quest e trasmesso in Italia da Discovery Channel e HGTV.

## Format
La trasmissione segue l'attività di Drew Pritchard, in giro per il Regno Unito e l'Europa. Pritchard è un antiquario che viaggia in tutto il Paese alla ricerca di oggetti d'antiquariato in negozi, fiere e proprietà private che, una volta restaurati, potrà rivendere nel suo negozio oppure on-line.
Ogni episodio presenta Drew Pritchard che viaggia con un furgone con il suo amico di lunga data John Tee, che funge da autista e uomo di fatica. Il programma mostra il viaggio verso le località, l'acquisto di vari articoli, dopo alcune contrattazioni sui prezzi e una spiegazione delle caratteristiche dell'oggetto, quindi il viaggio di ritorno alla base a Conwy. Egli mostra quindi gli acquisti al suo team e l'eventuale processo di restauro. Il team di Pritchard è composto da un falegname, un elettricista, un lucidatore, un fotografo e la sua ex moglie Rebecca. Il filmato di chiusura del programma mostra un riassunto dell'affare e del prezzo raggiunto dopo che un articolo è stato venduto.
I venditori comprendono dimore storiche, negozi di antiquariato, scuole e college, mercatini dell'usato.
L'acquisto di viaggi all'estero ha incluso Belgio, Francia, Germania, Ungheria, Italia, Paesi Bassi, Norvegia, Repubblica d'Irlanda, Spagna.

## Episodi
| Edizione                 | Episodi | Prima TV Regno Unito | Prima TV Italia |
| ------------------------ | ------- | -------------------- | --------------- |
| Prima edizione           | 10      | 2011                 | 2012            |
| Seconda edizione         | 10      | 2012                 | 2012            |
| Terza edizione           | 10      | 2013                 | 2013            |
| Quarta edizione          | 10      | 2013-2014            | 2014            |
| Quinta edizione          | 10      | 2014                 | 2014            |
| Sesta edizione           | 10      | 2015                 | 2015            |
| Settima edizione         | 10      | 2015-2016            | 2016            |
| Ottava edizione          | 10      | 2016-2017            | 2017            |
| Nona edizione            | 15      | 2017                 | 2017            |
| Decima edizione          | 15      | 2017-2018            | 2018            |
| Undicesima edizione      | 12      | 2018                 | 2018            |
| Dodicesima edizione      | 15      | 2018-2019            | 2019            |
| Tredicesima edizione     | 15      | 2019                 | 2019            |
| Quattordicesima edizione | 23      | 2020                 | 2020            |
| Quindicesima edizione    | 15      | 2021                 | 2021            |
| Sedicesima edizione      | 16      | 2022                 | 2022            |
| Diciassettesima edizione | 17      | 2023                 | 2023            |

## Spin-off
- Salvage Hunters: Best Buys
- Salvage Hunters: Bitesize
- Chi cerca trova: auto da sogno (Salvage Hunters: Classic Cars)
- Chi cerca trova: super restauri (Salvage Hunters: The Restorers)
- Salvage Hunters: Design Classics
- Salvage Hunters: Best Restorations
- Salvage Hunters: Best of Europe